# Riders Tour 2019
Die BEMER-Riders Tour 2019 war die 19. Saison der Riders Tour, einer international ausgeschriebenen Turnierserie im Springreiten.
Das Programm der Saison umfasste sechs Wertungsprüfungen auf CSI 3*- und 4*-Turnieren. Organisator der Riders Tour war eine gleichnamige GmbH, deren Geschäftsführer Paul Schockemöhle ist.
Titelsponsor der Serie war die BEMER Int. AG. Diese war zuvor bereits drei Jahre lang einer der Hauptsponsoren der Riders Tour.

## Ablauf der Turnierserie
Nachdem es seit 2006 kaum (und seit 2014 gar keine) Änderungen an den Etappen der Riders Tour gegeben hatte, brachte die Saison 2019 massive Änderungen. Mit dem Pfingstturnier Wiesbaden schied eines der Gründungsturniere aus, womit von den Turnieren der Saison 2001 nur noch das Deutsche Spring- und Dressurderby in der Riders Tour verblieben ist. Auch die bisherige Abschlussetappe bei den Munich Indoors ist nicht mehr Teil der Riders Tour.
Neu hinzu kamen zwei norddeutsche Turniere, die von der PST Paul Schockemöhle Marketing GmbH veranstaltet werden: Das Pferdefestival Redefin und, bereits im Jahr 2020 gelegen, die VR Classics in Neumünster als Finaletappe.
Gemäß Ausschreibung wurden (mit Ausnahme des Deutschen Spring-Derbys) die Wertungsprüfungen jeweils als Springprüfung mit zwei unterschiedlichen Umläufen durchgeführt. Aus dem ersten Umlauf wurden die Strafpunkte jedoch nicht übernommen, damit entsprach das Prüfungsformat (bis auf die Startreihenfolge im zweiten Umlauf) weitgehend einer Springprüfung mit Siegerrunde. Das beste Viertel der Teilnehmer des ersten Umlaufs qualifizierte sich für den zweiten Umlauf.
Die Wertungspunkte wurden wie folgend vergeben:
| Platz  | 1  | 2  | 3  | 4  | 5  | 6  | 7 | 8 | 9 | 10 | 11 | 12 | 13 | 14 | 15 |
| Punkte | 20 | 17 | 15 | 13 | 11 | 10 | 9 | 8 | 7 | 6  | 5  | 4  | 3  | 2  | 1  |

## Die Prüfungen

### Hagen a.T.W.
Beim CSI 4*-Turnier „Horses & Dreams“ in Hagen am Teutoburger Wald fand die Auftaktetappe zur Riders Tour-Saison 2019 statt. Das Turnier wurde vom 24. bis 28. April 2019 ausgerichtet, der Große Preis der Springreiter stand am 28. April ab 14:30 Uhr auf dem Programm.
Die Dotierung der Prüfung war im Vergleich zum Vorjahr um 25.000 Euro auf 100.000 Euro erhöht worden. Im ersten Umlauf blieben nur sechs von 50 Teilnehmern ohne Fehler. Somit qualifizierten sich auch alle fünf nur mit Zeitstrafpunkten belasteten Reiter sowie die zwei schnellsten Vier-Fehler-Ritte für den zweiten Umlauf.
Während das Ergebnis für Holger Wulschner als erster Starter im zweiten Umlauf eher mäßig ausfiel (acht Strafpunkte), lief es für den zweiten Starter weit besser: Der 27-jährige Franzose Julien Anquetin kam mit seinem Wallach Gravity of Greenhill fehlerfrei in nur 51,94 Sekunden über die Ziellinie. Während Tobias Meyer und Christian Kukuk zwei ohne Fehler, aber deutlich langsamer in das Ziel kamen, konnte sich Katrin Eckermann in Führung setzen. Als letzte Teilnehmerin, die im ersten Umlauf Strafpunkte erhalten hatte, beendete sie im zweiten Umlauf den Parcours fehlerfrei in nur knapp über 50 Sekunden.
Das beste Ergebnis der nachfolgenden Reiter lieferte Ludger Beerbaum, der mit seinem Fuchswallach Casello ohne Strafpunkte in 53,25 Sekunden in das Ziel kam. Somit ging der Sieg an Katrin Eckermann, die im Vorjahr ebenso mit Caleya bereits die Hauptprüfung des Samstags in Hagen gewonnen hatte.
|             | Reiter           | Pferd                | 1. Umlauf | 1. Umlauf   | 2. Umlauf | 2. Umlauf | Wertungs- punkte |
| Strafpunkte | Reiter           | Pferd                | Zeit (s)  | Strafpunkte | Zeit (s)  |           | Wertungs- punkte |
| ----------- | ---------------- | -------------------- | --------- | ----------- | --------- | --------- | ---------------- |
| 1           | Katrin Eckermann | Caleya               | 1         | -           | 0         | 50,06     | 20               |
| 2           | Julien Anquetin  | Gravity of Greenhill | 4         | -           | 0         | 51,94     | 17               |
| 3           | Ludger Beerbaum  | Casello              | 0         | -           | 0         | 53,25     | 15               |

(Plätze eins bis drei von insgesamt 50 Teilnehmern)

### Redefin
Das Pferdefestival Redefin wird ebenso wie die Riders Tour seit 2001 ausgerichtet. Es trat damals die Nachfolge des bis zum Jahr 2000 in Dummerstorf durchgeführten CSI Rostock an. Das CSI 3*-Turnier, welches erstmals Teil der Riders Tour war, wurde vom 24. bis 26. Mai 2019 in Redefin ausgetragen. Die Springprüfungen fanden auf dem Reitplatz vor dem Portal der Reithalle des Landgestütes Redefin statt.
Als Fehlerschwerpunkt im ersten Umlauf der Riders Tour-Wertungsprüfung erwies sich der Einsprung zur zweifachen Kombination. Die als oberstes Element des Hindernisses liegende gebogene, einfarbig-weiße Planke verhinderte bei diesem vorletzten Sprung machen Null-Fehler-Ritt. Die erlaubte Zeit erwies sich nicht als Problem, zehn Paare blieben ohne Fehler.
Zu den besten 25 Prozent des ersten Umlaufs, die im zweiten Umlauf erneut starten durften, zählte auch der schnellste Vier-Fehler-Ritt. Dieser kam von David Will, der mit seiner Selle Français-Stute Spring Dark somit der erste Starter im zweiten Umlauf war. Wie bereits im ersten Umlauf, wo sie gut fünf Sekunden schneller als die meisten Konkurrenten das Ziel erreicht hatten, war das Paar auch im zweiten Umlauf mit hohem Grundtempo unterwegs. Dieses Mal blieben sie fehlerfrei und setzen sich mit einer Zeit von 37,55 Sekunden in Führung. Im weiteren Verlauf des zweiten Umlaufs erwies es sich als schwierig, den Parcours überhaupt in einer Zeit von unter 40 Sekunden zu bewältigen. Michael Kölz und sein 12-jähriger Wallach DSP Anpowikapi kamen mit einer Zeit von 38,70 Sekunden zumindest in die Nähe von David Wills Zeit, doch ihnen unterlief ein Hindernisfehler. Somit wurde die in Niedersachsen lebenden Südafrikanerin Alexa Stais zu Wills ernsthaftesten Konkurrentin: Mit ihrem Oldenburger Quintato kam sie ohne Fehler in unter 39 Sekunden in das Ziel und sicherte sich Rang zwei. Für David Will, der sich wenige Monate zuvor selbstständig gemacht hatte, stand damit der Sieg fest.
|             | Reiter      | Pferd       | 1. Umlauf | 1. Umlauf   | 2. Umlauf | 2. Umlauf | Wertungs- punkte |
| Strafpunkte | Reiter      | Pferd       | Zeit (s)  | Strafpunkte | Zeit (s)  |           | Wertungs- punkte |
| ----------- | ----------- | ----------- | --------- | ----------- | --------- | --------- | ---------------- |
| 1           | David Will  | Spring Dark | 4         | -           | 0         | 37,55     | 20               |
| 2           | Alexa Stais | Quintato    | 0         | -           | 0         | 38,88     | 17               |
| 3           | Harm Lahde  | Heartfelt   | 0         | -           | 0         | 39,95     | 15               |

(Plätze eins bis drei von insgesamt 41 Teilnehmern)

### Hamburg

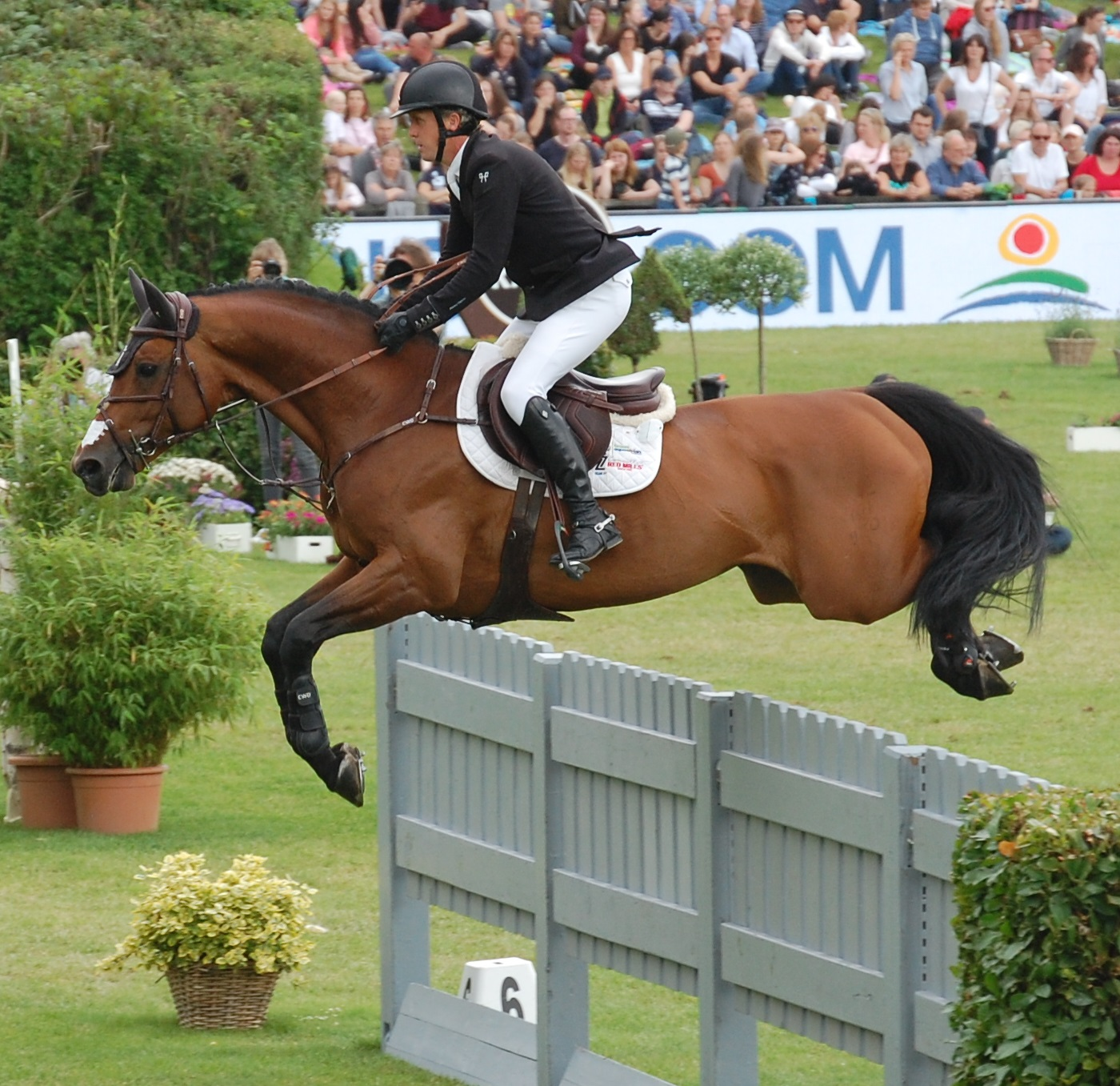
Shane Breen und Can Ya Makan verpassten knapp den Sieg im 90. Deutschen Spring-Derby

Wenige Tage nach Ende des Pferdefestivals Redefin stand bereits das nächste Turnier der Riders Tour an: Das Deutsche Spring- und Dressurderby in Hamburg wurde wie stets am Himmelfahrtswochenende, vom 29. Mai bis 2. Juni 2019, ausgetragen.
Das Deutsche Springderby ist die einzige Riders Tour-Etappe, für die zwei Qualifikationsprüfungen ausgetragen werden. In diesen beiden Prüfungen haben die Reiter und Pferde bereits die Möglichkeit, die meisten der besonderen Derbyhindernisse erstmals zu bewältigen. In der ersten Qualifikation, die bereits am Turniermittwoch ausgerichtet wurde, gewann Benjamin Wulschner mit seiner schnellen Oldenburger Stute Bangkok Girl. In der zweiten Qualifikation am Freitag gewann Shane Breen mit Can Ya Makan vor Sandra Auffarth und dem Derby-Vorjahressieger Matthew Sampson.
Nochmals zwei Tage später stand das Derby an. 32 Reiter gingen an den Start. Bis zum 27. Starter sah es so aus, als ob es ein Stechen zwischen den Reitern mit vier Strafpunkten geben würde. Zu diesem Zeitpunkt lagen Benjamin Wulschner mit Bangkok Girl, Nigel Coupe mit Golvers Hill (Derbyzweite 2016) und Gilbert Tillmann (Derbysieger 2013) mit Hadjib mit jeweils vier Strafpunkten in Führung. Doch Shane Breen machte diese Hoffnungen zunichte: Ähnlich souverän wie in der zweiten Qualifikation blieb er auch im Springderby selbst fehlerfrei. Er ritt hier den 13-jährigen Holsteiner Can Ya Makan, mit dem er 2018 bereits Dritter beim British Jumping Derby in Hickstead war.
Während André Thieme mit dem 11-jährigen Contadur zwei Hindernisfehler unterliefen, sicherte Nisse Lüneburg den Einzug in das Stechen: Er blieb, wie bereits 2017, zusammen mit dem Holsteiner Wallach Cordillo strafpunktfrei. Sandra Auffarth unterlief mit La Vista ein Hindernisfehler ein Hindernis vor dem Pulvermanns Grab, doch ihre Zeit (die schnellste Zeit aller Reiter im Derby 2019) brachte wie im Vorjahr sie auf Rang drei. Als letztes Paar gingen zwei derbyerfahrene Teilnehmer an den Start: Holly Smith war in diesem Wochenende Teil des britischen Aufgebots beim CSIO in St. Gallen, doch sie stellte ihr Derbypferd Quality Old Joker (2. Platz beim British Jumping Derby 2018) Matthew Sampson zur Verfügung. Sampson hatte bereits in den Qualifikationen bewiesen, dass er gut mit seinem „Leihpferd“ harmonierte und schien auch gute Aussichten auf eine fehlerfreie Runde im Derby zu haben. Doch auch bei ihm fiel wie bei Auffarth das Koppelgatter. Kaum langsamer als Sandra Auffarth kam er auf Rang vier.
Im Stechen legte Shane Breen vor, ritt zügig, aber in einem den besonderen Derbyhindernissen angemessenen Tempo. In 54,71 Sekunden überritt er die Ziellinie fehlerfrei. Nisse Lüneburg gelang der Stechparcours noch etwas besser, er kam über eine Sekunde schneller und ebenso ohne Fehler in das Ziel. Damit glückte ihm nach 2012 und 2014 mit Calle Cool mit einem weiteren Pferd der dritte Derbysieg.
|             | Reiter          | Pferd        | 1. Umlauf | 1. Umlauf   | Stechen  | Stechen | Wertungs- punkte |
| Strafpunkte | Reiter          | Pferd        | Zeit (s)  | Strafpunkte | Zeit (s) |         | Wertungs- punkte |
| ----------- | --------------- | ------------ | --------- | ----------- | -------- | ------- | ---------------- |
| 1           | Nisse Lüneburg  | Cordillo     | 0         | -           | 0        | 53,52   | 20               |
| 2           | Shane Breen     | Can Ya Makan | 0         | -           | 0        | 54,71   | 17               |
| 3           | Sandra Auffarth | La Vista     | 4         | 157,67      |          |         | 15               |

(Plätze eins bis drei von insgesamt 32 Teilnehmern)

### Münster
Drei Wochen vor den Europameisterschaften kehrte die Riders Tour aus ihrer Sommerpause zurück. Die vierte Etappe fand im Rahmen des Turniers der Sieger in Münster statt. Das CSI 4*-Turnier wurde vom 1. bis 4. August 2019 durchgeführt.
Nachdem es im Vorjahr eine sehr große Zahl an fehlerfreien Ritten gegeben hatte, war der Olaf Petersen jr. erdachte Kurs des Großen Preises von Münster 2019 deutlich selektiver. Nur vier Reiter blieben mit ihren Pferden im ersten Umlauf ohne Fehler. Nisse Lüneburg, bis hierhin Führender der Riders Tour 2019 und Sieger der Qualifikation zum Großen Preis, fehlte mit seiner Stute Alina das Glück. Nach mehreren Fehlern gab er auf.
Im zweiten Umlauf erwies sich die 270-Grad-Wendung vom drittletzten zum vorletzten Hindernis als entscheidende Stelle: Hier stand ein Hindernis auf der idealen Linie der Wendung, so dass sich die Reiter entscheiden mussten: Entweder ritten sie einen weiteren Bogen um dieses Hindernis herum oder aber sie riskierten eine enge Wendung, mit der sie möglicherweise nicht ideal zum vorletzten Sprung kommen würden. Erster Starter im zweiten Umlauf der besten neun Teilnehmer war Niklaus Rutschi. Der Schweizer blieb mit seinem Wallach Cardano CH anders als im ersten Umlauf fehlerfrei, verlor jedoch Zeit, als ihm die vorgenannte enge Wendung nicht richtig glückte (benötigte Zeit: 36,70 Sekunden).
Ebenso gegenüber dem ersten Umlauf verbessern konnte sich die nächste Reiterin, die Luxemburgerin Charlotte Bettendorf. Nachdem das Turnier bis hierhin bereits hocherfolgreich für sie verlaufen war, fand sie mit ihrer Stute Raia d'Helby einen idealen Weg durch den Kurs des zweiten Umlaufs. In unter 34 Sekunden kam sie fehlerfrei in das Ziel. Der nächste strafpunktfreie Ritt kam von Angelica Augustsson Zanotelli: Nachdem sie im ersten Umlauf als einzige Reiterin mit (nur) einem Zeitfehler in das Ziel gekommen war, griff sie im zweiten Umlauf an. Mit 34,42 Sekunden kam sie auf Rang zwei.
Eine umgekehrte Situation trat bei den Teilnehmern ein, die im ersten Umlauf fehlerfrei geblieben waren. Zoe Osterhoff, Holger Wulschner und Markus Brinkmann unterliefen jeweils ein Springfehler, mit eher langsamen Zeiten beendeten sie die Prüfung auf Rang acht, sieben und sechs. Schlussreiterin war Simone Blum. Bei der „Generalprobe“ vor den Europameisterschaften ritt sie mit Alice eine schnelle Runde, ohne Fehler reihte sie sich auf dem dritten Platz ein. Charlotte Bettendorf stand somit mit ihrem Sieg in der mit 120.000 Euro dotierte Prüfung an der Spitze eines reinen „Amazonen-Podiums“.
|             | Reiter                        | Pferd          | 1. Umlauf | 1. Umlauf   | 2. Umlauf | 2. Umlauf | Wertungs- punkte |
| Strafpunkte | Reiter                        | Pferd          | Zeit (s)  | Strafpunkte | Zeit (s)  |           | Wertungs- punkte |
| ----------- | ----------------------------- | -------------- | --------- | ----------- | --------- | --------- | ---------------- |
| 1           | Charlotte Bettendorf          | Raia d'Helby   | 4         | -           | 0         | 33,93     | 20               |
| 2           | Angelica Augustsson Zanotelli | Nintender Star | 1         | -           | 0         | 34,42     | 17               |
| 3           | Simone Blum                   | DSP Alice      | 0         | -           | 0         | 34,99     | 15               |

(Plätze eins bis drei von insgesamt 36 Teilnehmern)

### Paderborn
Das letzte Turnier der Riders Tour im Jahr 2019 war die OWL Challenge, ein CSI 3*-Turnier. Die fünfte Etappe der Turnierserie wurde vom 12. bis 15. September 2019 auf dem Paderborner Schützenplatz ausgerichtet.
Sechs Teilnehmerpaare waren in Paderborn im ersten Umlauf ohne Fehler geblieben. Die erlaubte Zeit war im ersten Umlauf eng gewählt worden, so dass neben den zwei schnellsten Vier-Fehler-Ritten auch noch fünf Reiter mit je einem Zeitstrafpunkt im zweiten Umlauf startberechtigt waren.
Den Auftakt zum zweiten Umlauf machte Nisse Lüneburg mit seinem 12-jährigen Wallach Luca Toni. Mit bisher 22 Wertungspunkte war Lüneburg der bisher am besten in der Riders-Tour-Gesamtwertung platzierte Reiter im zweiten Umlauf, und er versuchte auch direkt, diesen Punktestand weiter auszubauen. Das Paar blieb fehlerfrei und kam nach 39,02 Sekunden in das Ziel. Auch Finja Bormann als nächste Reiterin griff an, kam jedoch mit ihrem Wallach A Crazy Son Of Lavina erst nach 39,71 Sekunden in das Ziel.
Im weiteren Verlauf des zweiten Umlaufs gelang es auch noch Patrick Stühlmeyer, Peter Moloney, Mario Stevens und dem letzten Reiter im Umlauf, Eiken Sato, fehlerfrei und in unter 40 Sekunden in das Ziel zu kommen. David Will gelang es mit seinem Holsteiner Never Walk Alone (mit dem er sieben Wochen zuvor den CSIO 5*-Grand Prix von Hickstead gewonnen hatte) als einzigem, schneller als Lüneburg den Umlauf zu bewältigen. Doch ein Springfehler verhinderte seinen Sieg.
Folglich gewann Nisse Lüneburg bereits die zweite Riders Tour-Etappe dieser Saison. Mit 18 Wertungspunkten Vorsprung vor der Schlussetappe stand damit bereits fest, dass Lüneburg die Riders Tour auf einem Podiumsplatz beenden würde.
|             | Reiter             | Pferd              | 1. Umlauf | 1. Umlauf   | 2. Umlauf | 2. Umlauf | Wertungs- punkte |
| Strafpunkte | Reiter             | Pferd              | Zeit (s)  | Strafpunkte | Zeit (s)  |           | Wertungs- punkte |
| ----------- | ------------------ | ------------------ | --------- | ----------- | --------- | --------- | ---------------- |
| 1           | Nisse Lüneburg     | Luca Toni          | 4         | -           | 0         | 39,02     | 20               |
| 2           | Mario Stevens      | Landano OLD        | 0         | -           | 0         | 39,25     | 17               |
| 3           | Patrick Stühlmeyer | Varihoka du Temple | 1         | -           | 0         | 39,41     | 15               |

(Plätze eins bis drei von insgesamt 50 Teilnehmern)

### Neumünster
Die VR Classics in Neumünster waren Anfang 2020 zum ersten Mal Teil der Riders Tour und dienten zugleich als finale Etappe der Turnierserie. Das CDI 3*-Turnier, welches zum 70. Mal durchgeführt wurde, fand vom 13. bis 16. Februar 2020 in der Halle 1 der Holstenhallen statt.
Gleich zum Auftakt des mit 75.000 Euro dotierten Großen Preises kam David Will in den Parcours. Will, der bis hierhin auf Rang zwei der Riders Tour-Gesamtwertung lag, unterliefen mit seinem Wallach Forest Gump jedoch zwei Springfehler. Von den 40 Teilnehmerpaaren blieben elf ohne Fehler und zogen damit in den zweiten Umlauf ein.
Angelique Rüsen gelang als erster Starterin im zweiten Umlauf gleich eine gute Runde, mit ihrem Schimmel Arac du Seigneur kam sie ohne Fehler in 35,56 Sekunden durch die Ziellinie. Marco Kutscher gelang als drittem Starter die engste Wendung des zweiten Umlaufs besonders gut, fehlerfrei kam er in unter 34 Sekunden in das Ziel. Patrick Stühlmeyer reihte sich knapp langsamer mit Varihoka du Temple auf Rang zwei ein. Anschließend kam es zu einer Phase, in der aufgrund des erhöhten Tempos einige Reiter in Folge mit Fehlern in das Ziel kamen, darunter Julien Anquetin. Der Franzose, der mit Gravity Of Greenhill am Start war, hatte bis hierhin noch in aussichtsreicher Position in der Riders Tour-Gesamtwertung gelegen.
Markus Brinkmann wählte mit seinem Holsteiner Wallach Dylon die für sie beste Strategie, ritt in einem zügigen aber nicht auf Sieg ausgerichteten Tempo und kam strafpunktfrei in 35,48 Sekunden in das Ziel. Dies brachte im neben Platz fünf in diesem Großen Preis auch einen vorderen Platz in der Riders Tour ein. Mario Stevens, der mit seinem zweiten Platz in Paderborn erst richtig in die Riders Tour 2019 eingestiegen war, setzte auch in Neumünster auf seinen Wallach Landano. Mit diesem wählte er das für die Führungsübernahme nötige hohe Tempo, was ihm auch glückte: Ohne Fehler kam er drei Hundertstelsekunden schneller als Marco Kutscher in das Ziel.
Für Nisse Lüneburg stand aufgrund seines großen Vorsprungs bereits mit dem Einzug in den zweiten Umlauf der Riders Tour-Gesamtsieg fest. Motiviert von mehreren Siegen an den Vortagen griff er mit seinem Wallach Luca Toni an und konnte die Zeit von Mario Stevens sogar noch unterbieten. Doch am letzten Hindernis der Prüfung fiel eine Stange, was ihn auf Rang acht im Großen Preis zurückwarf.
|             | Reiter             | Pferd              | 1. Umlauf | 1. Umlauf   | 2. Umlauf | 2. Umlauf | Wertungs- punkte |
| Strafpunkte | Reiter             | Pferd              | Zeit (s)  | Strafpunkte | Zeit (s)  |           | Wertungs- punkte |
| ----------- | ------------------ | ------------------ | --------- | ----------- | --------- | --------- | ---------------- |
| 1           | Mario Stevens      | Landano OLD        | 0         | -           | 0         | 33,93     | 20               |
| 2           | Marco Kutscher     | Charco             | 0         | -           | 0         | 39,25     | 17               |
| 3           | Patrick Stühlmeyer | Varihoka du Temple | 0         | -           | 0         | 34,15     | 15               |

(Plätze eins bis drei von insgesamt 40 Teilnehmern)

## Endstand Gesamtwertung
|       | Reiter               | Etappen | Etappen | Etappen | Etappen   | Etappen    | Etappen | Gesamtpunkte |
| Hagen | Reiter               | Redefin | Hamburg | Münster | Paderborn | Neumünster |         | Gesamtpunkte |
| ----- | -------------------- | ------- | ------- | ------- | --------- | ---------- | ------- | ------------ |
| 1     | Nisse Lüneburg       | –       | 2       | 20      | 0         | 20         | 8       | 50           |
| 2     | Mario Stevens        | 0       | 0       | –       | –         | 17         | 20      | 37           |
| 2     | Patrick Stühlmeyer   | –       | 7       | –       | –         | 15         | 15      | 37           |
| 4     | Markus Brinkmann     | 0       | 11      | –       | 10        | 0          | 11      | 32           |
| 5     | Julien Anquetin      | 17      | –       | –       | 6         | –          | 5       | 28           |
| 6     | David Will           | 0       | 20      | –       | 0         | 4          | 0       | 24           |
| 7     | Harm Lahde           | 0       | 15      | –       | –         | 0          | 6       | 21           |
| 8     | Katrin Eckermann     | 20      | –       | –       | –         | –          | 0       | 20           |
| 8     | Charlotte Bettendorf | –       | –       | –       | 20        | 0          | –       | 20           |